# Contrato individual de trabajo
Un contrato individual de trabajo es un acuerdo de ámbito privado por el que una persona física pacta con la empresa las características de la relación laboral por cuenta ajena, respetando las condiciones mínimas estipuladas en el convenio colectivo correspondiente a la empresa o al sector de la actividad en cuestión. Se distingue del contrato colectivo de trabajo. 
Según los sistemas jurídicos establecidos, la noción de contrato no abarca exactamente las mismas cosas. Entre los grandes sistemas jurídicos contemporáneos, se pueden distinguir, entre otros, la familia romano-germánica, el derecho anglosajón, el derecho socialista (esencialmente el derecho de la antigua URSS), el derecho africano y malgache, el derecho chino, el derecho de la India, el derecho japonés o el derecho musulmán. Además, el contrato de trabajo, que implica una relación entre un trabajador y un empresario, depende en gran medida de los "habitus" sociológicos de los distintos países.

## Historia
Tras la unificación de las ciudades-estado de Asiria y Sumeria por Sargón de Acad en un único imperio gobernado desde su ciudad natal, Agadé hacia 2334 a. C., Naram-Sin de Acad (c. 2254-2218 a. C.), nieto de Sargón, promulgó una serie de normas mesopotámicas estandarizadas comunes para facilitar las transacciones comerciales. Lo que antes era que cada ciudad, reino o gremio de comerciantes tenía sus propios estándares, se unificaron en el Imperio las medidas de longitud, superficie, volumen, peso y tiempo, incluidos los siclos, tanto como unidad monetaria como de peso.
La Ley 234 del Código de Hammurabi (c. 1755-1750 a. C.) estipulaba un salario de 2 siclos por cada barco mercante de 60 gurs de capacidad (equivalente a 300 bushels) construido con un contrato de trabajo entre un constructor naval y un armador.
La Ley 275 estipulaba una tarifa de transbordador de 3 gerahs al día en un contrato de fletamento entre un fletador de buques y un armador. La Ley 275 estipulaba 21⁄2-gerahs por día en un contrato de fletamento entre un fletador naval y un armador. La ley 276 estipulaba una tarifa de flete de 21⁄2 gerahs por día en un contrato de fletamento, mientras que la ley 277 estipulaba una tarifa de flete de 1⁄6 siclo por día para un barco de 60 gurs.
En junio de 2025 se ha encontrado una tablilla de arcilla cocida de alrededor del 2100 a. C. en la antigua ciudad-estado de Lagash (actual Irak) que se ha determinado sería el contrato laboral individual más antiguo conocido. Se trata de un contrato entre el propietario de un campo de cebada y un trabajador donde se estipula la duración, las tareas a realizar y el pago que recibiría por ello, en este caso, el pago en especie en forma de una cantidad especificada de granos de cebada, lo habitual en esos tiempos en Mesopotamia.
En derecho romano, la dicotomía equivalente era la existente entre locatio conductio operarum (contrato de trabajo) y locatio conductio operis (contrato de servicios).

## Contrato individual de trabajo por países
Argentina
- Despido laboral (Argentina)
- Extinción del contrato de trabajo (Argentina)

España
- Contrato individual de trabajo en España
- Contrato de trabajo a tiempo parcial